# بيتر مارتن
بيتر مارتن (بالألمانية: Peter Martin)‏ (21 ديسمبر 1968 - ) هو لاعب كرة قدم ألماني، يلعب كحارس مرمى، ولعب 265 مباراة.

## مسيرته

### مسيرته مع الأندية
- 1995 - 2000 لعب مع فاتنشايد 09 114 مباراة.
- 2000 - 2001 لعب مع فورتونا كولن 35 مباراة.
- 2001 - 2006 لعب مع نادي أوردينغن 05 53 مباراة.
- 2003 - 2004 لعب مع يان ريغينسبورغ 31 مباراة.
- 2004 - 2005 لعب مع 1. SC Feucht [الإنجليزية]‏ 32 مباراة.

## روابط خارجية
- بيتر مارتن على موقع قاعدة بيانات كرة القدم.إي يو (الإنجليزية)
- بيتر مارتن على موقع بيانات كرة القدم. دي إي (الألمانية)
- بيتر مارتن على موقع عالم كرة القدم.نت (الإنجليزية)